# 冯惠美
冯惠美，中国大陆青年小提琴演奏家、室内乐专家，中央音乐学院副教授。第三届吕思清·深圳福田国际弦乐艺术周，室内乐比赛优秀指导教师。

## 个人经历
冯惠美自幼随父亲冯维箫学习小提琴。后考入中央音乐学院，师从中国小提琴教育家刘培彦教授，大学毕业后被保送至本院小提琴硕士研究生，随后她留在母校任教。

## 社会活动
她曾被中央音乐学院管弦系任命为中国青年交响乐团首席，并多次担当小提琴独奏，在院期间完成了大小近百场演出，足迹遍布中国各大城市及亚洲各国。与许多指挥家及演奏家都有过合作，如巴伦博伊姆、小泽征尔、李心草、朗朗、薛伟、吕思清等，其演奏过的作品涵盖了几乎音乐上所有的形式。
冯惠美曾长期随德国室内乐教育家沃尔夫冈·扬教授，比利时室内乐专家龚汉祥教授学习室内乐，并拥有自己的重奏组。她还时常进行室内乐方面的深造及参与实践演出，如中国的各室内音乐节，国际现代音乐节，挪威室内乐大师班，韩国青年室内乐音乐节等。

## 主要成就
2018年12月，中国出版集团·现代出版社出版，龚汉祥主编，冯惠美编订的《弦乐四重奏演奏技巧训练》在北京公开发行，填补了中国专业弦乐四重奏基础训练教材方面的空白。
冯惠美所授各种弦乐四重奏一直保持着在每一届中央音乐学院室内乐比赛中均获得前三名的记录。
2020年12月，在深圳市福田举办的第三届吕思清·深圳福田国际弦乐艺术周室内乐比赛中，冯惠美所授弦乐四重奏“匪朝伊夕”弦乐四重奏获得该项赛事的第一名。